# Порт Роял (ракетен крайцер, 1992)
Порт Роял (на английски: USS Port Royal (CG-73)) е ракетен крайцер на ВМС на САЩ от типа „Тикондерога“. Той влиза в строй на 9 юли 1994 г. като 27-ят и последен кораб от своя тип. „Порт Роял“ е кръстен в чест на двете морски сражения при Порт Роял Саунд, Южна Каролина, едното от времето на американската война за независимост, а другото от времето на гражданската война. Изваден е от експлоатация на 29 септември 2022 г. Крайцерът се явява вторият кораб, който носи това име, първият от които е канонерска лодка с парна машина и гребно колело от Ню Йорк, служещ във флота от 1862 до 1866 г.

## История на строителството
„Порт Роял“, на 9 май 1989 г., изначално получава бордовия номер CG-69, но този номер е присвоен на ракетния крайцер USS Vicksburg, а CG-73 – на крайцера USS Port Royal на 8 декември 1989 г. „Порт Роял“ е заложен на 18 октомври 1991 г в Паскагула, щата Мисисипи от компанията Ingalls Shipbuilding, тогава подразделение на Litton Industries. Крайцерът е спуснат на вода на 20 ноември 1992 г. при спонсорството на Сюзан Г. Бейкър (съпруга на Джеймс А. Бейкър III, глава на администрацията на президента Джордж Буш-старши и бивш държавен секретар на САЩ) и е въведен в експлоатация в Савана, щата Джорджия, на 9 юли 1994 г.

## Характеристики
„Порт Роял“ и „Лейк Ери“ са първите крайцери от военноморската програма „полузащитници“ (проекти Milestone I, II и III), които осигуряват възможност за отбран срещу балистични ракети на театъра на военните действия в качеството на тестови платформи за засичане, проследяване, сигнализация, прихващане и взаимодействие с другите национални средства за противодействие срещу междуконтинентални балистични ракети. Корабните системи за ПРО „Aegis“ и „Standard“ са модернизирани с помощта на системата за „наблюдение и проследяване на голяма далечина (LRS&T)“, а корабите са оборудвани за носенето на модифицираните SM-2 Block IVA TMD. По състояние към 2009 г. „Порт Роял“, а така и „Лейк Ери“ и „Шайло“ са единствените три крайцера от типа „Тикондерога“, снабдени със системата противоракетната система за отбрана „Аеджис“. „Порт Роял“ участва като кораб за проследяване по време на операцията „Звездна Атина“, 22 юни 2007 г., при Хаваите. По-късно ролята на „Порт Роял“ е взета от разрушителя от типа „Арли Бърк“ „Хопър“ (USS Hopper (DDG-70)).
Първоначално „Порт Роял“ следва да получи експерименталната корабна система за високоенергийно лазерно оръжие (HELWEPS). HELWEPS, основана на деутериево-флуорен химически лазер мегаваттен тип, която да замени стандартната 5-дюймова артилерийска установка Mark 45. HELWEPS трябва да се използва за поразяване на ракети на разстояние примерно до 4 километра или изгаря електрооптичните датчици на разстояние около 10 километра. Дооборудването, планирано за изпълнение във военноморската база Вентура в Порт Уинийми, щата Калифорния, през 1994 г. е отменено, както и всички планове за поставяне на установката HELWEPS на крайцери от типа „Тикондерога“.
Четирите газотурбинни двигателя LM2500 задвижват крайцера до скорост от над 30 възела. Крайцерът има два петлопастни гребни винта с регулируема стъпка и два руля.
Радиолокационното въоружение включва:
- Многофункционален радар AN/SPY-1B(V) (четири установки)
- РЛС за въздушно наблюдение AN/SPS-49(V)8
- РЛС за надводно наблюдение AN/SPS-55
- Навигационна радиолокационна станция AN/SPS-64(V)9
- Радар за управление на огъня AN/SPQ-9
- Осветители AN/SPG-62 (четири установки)
- Хидролокаторен комплекс AN/SQQ-89A(V)15
- Комплект за радиоелектронна борба AN/SLQ-32A(V)3

## История на службата
„Порт Роял“ е дислоциран, от декември 1995 г. до юни 1996 г., в състава на седма ударна група на самолетоносача „Нимиц“ (USS Nimitz (CVN-68)). Ударната група участва в операцията „Южен дозор“ от септември 1997 г. до март 1998 г., а преди това е разгърната в Южнокитайско море през март 1996 г., за да действа като стабилизираща сила по време на третата криза в Тайванския пролив. По това време, на 21 януари 1996 г., капитан Ричардс предава командването на капитан Хари Рафхед. „Порт Роял“, тогава, става първият крайцер от ВМС на САЩ, в състава на екипажа на който влизат жени.
„Порт Роял“ е в състава на ударната група на самолетоносача „Джон К. Стенис“ (USS John C. Stennis (CVN-74)), участващ в операцията „Южен дозор“. Отплавайки през януари 2000 г., крайцерът се връща на Хаваите след като получава повреда на левия гребен вал и по време на преследване на кораб, заподозрян в контрабанда иракски нефт и нарушаване на санкциите на ООН. Той се връща през юни, а след това, през август, влиза в сух док за ремонт и модернизация.
„Порт Роял“ в Пърл Харбър, на 17 ноември 2001 г. е придаден към ударната група на самолетоносача „Джон К. Стенис“, разгърнат в поддръжка на операцията „Несъкрушима свобода“.
През март 2003 г. крайцерът е насочен към седма авионосна ударна група (АУГ).
„Порт Роял“ е разгърнат, заедно с Първоа експедиционна ударна група Peleliu (ESG-1), за поддръжка на глобалната война срещу тероризма от 3 септември 2003 г. до 11 март 2004 г., а също така, заедно с Трета експедиционна ударна група Peleliu (ESG-3), от 27 февруари 2006 г. до 5 август 2006 г.
На 6 януари 2008 г. разрушителят „Хопър“, крайцерът „Порт Роял“ и фрегатата „Инграхъм“ влизат в Персийския залив през Ормузкия проток, когато към тях, на висока скорост и по заплашителен начин, се приближават пет ирански катера. Корабите на САЩ се намират в Арабско море в издирването на матрос, който изчезва от борда на „Хопър“. ВМС на САЩ заявяват, че иранските катери извършват „заплашителни“ към американските кораби, приближавайки се на разстояние 200 yd (180 m). ВМС на САЩ твърдят, че получават радиосъобщение, в което се казва: „Идвам към вас. Вие ще се взривите след няколко минути“. По думите на официални лица от САЩ, когато американските кораби се приготовят да открият огън, иранците рязко обръщат курса. Преди оттеглянето си иранците изхвърлят във водата пред корабите на САЩ бели кутии. Кутиййте не са изследвани. Официалните лица на двете страни се разминават в мненията си относно сериозността на инцидента. Иранците заявяват, че провеждат обикновени маневри, а в същото време американските официални лица заявяват, че съществува непосредствена опасност за американските кораби.

### Засядането върху риф на крайцера през 2009 г.
На 5 февруари 2009 г., в 21:00, крайцерът „Порт Роял“ засяда на плитчина примерно на половин миля южно от пистата „Риф“ на международного аэропорта Гонолулу. Корабът едва що излиза от сух док след ремонт и преминава първите си ходови изпитания. В резултат на инцидента няма пострадали, няма и разлив на гориво. На 9 февруари 2009 г. „Порт Роял“ е свален от кораловия риф около 2:00. По време на възстановителните работи също няма пострадали, макар рифът да е сериозно повреден, както и корпусът на кораба, както и буксирните въжета, с които корабът е изтеглен от рифа. Капитанът Джон Керъл е освободен от своите задължения и заедно със старшия офицер на кораба, командер Стивън Окун и трима други моряци впоследствие е привлечен към дисциплинарна отговорност за неизпълнение на служебните задължения и неправомерна заплаха за кораба. Керъл е командир на „Порт Роял“ от 23 октомври 2008 г. Намиращият се на борда на кораба контраадмирал Диксън Р. Смит на същия ден взема временното командване над кораба, а на 9 февруари командването му е прието от капитан Джон Лауер III, чиновник от надводната група на ВМС в средната част на Тихия океан.
Крайцерът получава сериозни повреди по обтекателя на носовия хидролокатор, а също така и на гребните винтове и гребните валове и е поставен в сух док за ремонт. Капитан Нил Перът поручава задачата да оглави разследването на инцидента. На 18 февруари корабът влиза в сух док номер 4 в Пърл Харбър. Според оценките на ВМФ, ремонтът струва от 25 до 40 милиона долара. Корабът напуска сухия док на 24 септември 2009 г., но преди да се върне в строй са необходими още няколко седмици за ремонт и оценка на състоянието му.
- „Порт Роял“ в сухия док
- „Порт Роял“ в сухия док
- Повредените гребни винтове

### След инцидента
През май 2013 г., отговаряйки на въпросите на Конгреса, Командването по морските системи на ВМС (NAVSEA) съобщава, че състоянието на кораба е съпоставимо със състоянието на някои от другите крайцери от този тип и че последствията от засядането на плитчината може и да не са толкова сериозни, както се смята по-рано. Пълният отчет за кораба и неговото състояние се очаква към началото на август 2013 г. В отчет на GAO за април 2014 г. се отбелязва, че ремонтът на кораба струва не повече, отколкото ремонтът на другите крайцери, подлежащи на съхранение.

### Последваща служба
- 24 юни 2011 г. – 13 февруари 2012 г. – Западен Тихоокеански регион – Индийски океан – Персийски залив.[22] След ремонта крайцерът се насочва за осеммесечно плаване в западната част на Тихия океан и Близкия Изток[23], но е прунуден да престои в Бахрейн, за да поправи пукнатините в корпуса си. Съобщава се, че командването на ВМФ вече няма увереност в това, че съда е с възстановени мореходни качества, и за това корабът е включен в списъка от седем крайцера, подлежащи на предсрочно изваждане ит експлоатация.[20] Изваждането от експлоатация е определено за 31 март 2013 г.[24]
- 25 август 2016 г. – 24 март 2017 г. – Западна част на Тихия океан, Индийски океан и Персийски залив.[25] На 24 март 2017 г. „Порт Роял“ се връща в Пърл Харбър след 212-дневно самостоятелно плаване в Арабско море, Персийския залив, Оманския залив, Червено море, Аденския залив, Южнокитайско море, западната част на Тихия океан и Индийския океан. За това време корабът провежда съвместни учения по осигуряване на морската безопасност с партньори от Югоизточна Азия, противолодъчни операции, съвместни учения за борба с тероризма и контрабандата, операции за присъствие в Южнокитайско море, противовъздушна отбрана на 5-ти флот и операции с авионосна ударна група със самолетоносачите „Дуайт Д. Айзенхауер“ (USS Dwight D. Eisenhower (CVN-69)) и „Карл Винсън“ (USS Carl Vinson (CVN-70)). „Порт Роял“ също така помага на транзита през проливите, осигурява защитата на американската и международната търговия и осигурява контрол над море в околностите на Йемен и Сомалия.[26]
- Ноември 2020 г. – 27 април 2021 г. – Западен регион на ЛАК – Индийски океан – Персийски залив.[27]
- 10 януари 2022 г. – 18 юли 2022 г. – Западна част на Тихия океан и Персийски залив.[28]

### Край на службата
През 2020 г. бюджетния план на ВМС на САЩ предлага US Port Royal, заедно със систършиповете му USS Monterey, USS Shiloh и USS Vella Gulf, да бъде изваден от експлоатация, защото те не са преминали модернизация.
През декември 2020 г. в отчета на ВМС на САЩ към Конгреса по ежегодния дългосрочен план за строителство на военноморски кораби се казва, че през 2022 г. корабът е планиран за изваждане от строя в резерва.
Корабът е официално изведен от служба в съвместната база Пърл Харбър-Хикем, Хаваи, на 29 септември 2022 г. Той е отписан от регистъра на ВМС на 30 септември 2022 г.

## Награди
- Благодарност на частта на ВМС – (октомври 1997 г. – април 1998 г., декември 1995 г. – май 1996 г., януари – декември 1998 г.)
- Награда за заслуги пред ВМС – (януари 1999 г. – септември 2001 г., октомври 2016 г. – януари 2017 г.)
- Лента Navy E – (1995, 1996, 1997, 1998, 1999, 2001, 2002, 2004, 2005, 2011, 2021)

## Коментари
1. ↑  Буквите показват принадлежността към определен класː ВВ – линкор, СС, CL, СА – съответно линеен, лек или тежък крайцер, CV – самолетоносач, DD – разрушител, SS – подводница и т.н.